# Eisschnelllauf-Sprintweltmeisterschaft 1983
Die 14. Eisschnelllauf-Sprintweltmeisterschaft wurde vom 26. bis 27. Februar im finnischen Helsinki (Oulunkylä) ausgetragen.

## Wettbewerb
- 66 Sportler aus 19 Nationen nahmen am Mehrkampf teil

| Teilnehmende Nationen                          | Teilnehmende Nationen                                            | Teilnehmende Nationen              | Teilnehmende Nationen           | Teilnehmende Nationen                      |
| ---------------------------------------------- | ---------------------------------------------------------------- | ---------------------------------- | ------------------------------- | ------------------------------------------ |
| Australien Kanada Volksrepublik China Finnland | Frankreich BR Deutschland Deutsche Demokratische Republik Ungarn | Italien Japan Südkorea Niederlande | Norwegen Polen Schweiz Schweden | Sowjetunion Vereinigte Staaten Jugoslawien |

### Frauen

#### Endstand
- Zeigt die zwölf erfolgreichsten Sportlerinnen der Sprint-WM

| Rang | Name                       | 1. Lauf 500 Meter | Pkt.  | 1. Lauf 1.000 Meter | Pkt.  | 2. Lauf 500 Meter | Pkt.  | 2. Lauf 1.000 Meter | Pkt.  | Gesamt- pkt. |
| ---- | -------------------------- | ----------------- | ----- | ------------------- | ----- | ----------------- | ----- | ------------------- | ----- | ------------ |
| 1    | Karin Enke                 | 41,88 (1)         | 41,88 | 1:23,45 (1)         | 41,72 | 41,95 (2)         | 41,95 | 1:24,20 (2)         | 42,10 | 167,655      |
| 2    | Natalja Petrusjowa         | 42,16 (4)         | 42,16 | 1:24,27 (2)         | 42,13 | 41,68 (1)         | 41,68 | 1:23,80 (1)         | 41,90 | 167,875      |
| 3    | Christa Rothenburger       | 42,05 (3)         | 42,05 | 1:25,66 (7)         | 42,83 | 41,95 (2)         | 41,95 | 1:25,50 (5)         | 42,75 | 169,580      |
| 4    | Natalja Glebowa            | 42,21 (5)         | 42,21 | 1:25,57 (6)         | 42,78 | 42,29 (5)         | 42,29 | 1:25,00 (3)         | 42,50 | 169,785      |
| 5    | Skadi Walter               | 41,95 (2)         | 41,95 | 1:25,53 (5)         | 42,76 | 42,24 (4)         | 42,24 | 1:28,00 (18)        | 44,00 | 170,955      |
| 6    | Andrea Schöne-Mitscherlich | 43,56 (11)        | 43,56 | 1:24,43 (3)         | 42,21 | 43,33 (16)        | 43,33 | 1:25,20 (4)         | 42,60 | 171,705      |
| 7    | Natalja Kurowa             | 43,43 (9)         | 43,43 | 1:24,98 (4)         | 42,49 | 43,24 (14)        | 43,24 | 1:25,50 (5)         | 42,75 | 171,910      |
| 8    | Monika Holzner-Pflug       | 43,25 (8)         | 43,25 | 1:25,89 (8)         | 42,94 | 42,62 (7)         | 42,62 | 1:27,00 (8)         | 43,50 | 172,315      |
| 9    | Alie Boorsma               | 42,98 (6)         | 42,98 | 1:27,75 (18)        | 43,87 | 42,60 (6)         | 42,60 | 1:26,50 (7)         | 43,25 | 172,705      |
| 10   | Brenda Webster             | 43,89 (15)        | 43,89 | 1:26,88 (13)        | 43,44 | 43,26 (15)        | 43,26 | 1:27,00 (8)         | 43,50 | 174,090      |
| 11   | Sigrid Smuda               | 44,02 (19)        | 44,02 | 1:26,21 (9)         | 43,10 | 43,72 (22)        | 43,72 | 1:27,00 (8)         | 43,50 | 174,345      |
| 12   | Marzia Peretti             | 43,02 (7)         | 43,02 | 1:28,42 (23)        | 44,21 | 42,73 (8)         | 42,73 | 1:28,80 (22)        | 44,40 | 174,360      |

#### 1. Lauf 500 Meter
| Platz | Name                       | Land                            | Zeit  | Punkte |
| ----- | -------------------------- | ------------------------------- | ----- | ------ |
| 1     | Karin Enke                 | Deutsche Demokratische Republik | 41,88 | 41,88  |
| 2     | Skadi Walter               | Deutsche Demokratische Republik | 41,95 | 41,95  |
| 3     | Christa Rothenburger       | Deutsche Demokratische Republik | 42,05 | 42,05  |
| 4     | Natalja Petrusjowa         | Sowjetunion                     | 42,16 | 42,16  |
| 5     | Natalja Glebowa            | Sowjetunion                     | 42,21 | 42,21  |
| 6     | Alie Boorsma               | Niederlande                     | 42,98 | 42,98  |
| 7     | Marzia Peretti             | Italien                         | 43,02 | 43,02  |
| 8     | Monika Holzner-Pflug       | BR Deutschland                  | 43,25 | 43,25  |
| 9     | Natalja Kurowa             | Sowjetunion                     | 43,43 | 43,43  |
| 10    | Connie Paraskevin          | Vereinigte Staaten              | 43,49 | 43,49  |
| 11    | Andrea Schöne-Mitscherlich | Deutsche Demokratische Republik | 43,56 | 43,56  |
|       |                            |                                 |       |        |
| 16    | Silvia Brunner             | Schweiz                         | 43,92 | 43,92  |
| 19    | Sigrid Smuda               | BR Deutschland                  | 44,02 | 44,02  |
| 22    | Manuela Haßmann            | BR Deutschland                  | 44,17 | 44,17  |

#### 1. Lauf 1.000 Meter
| Platz | Name                       | Land                            | Zeit    | Punkte |
| ----- | -------------------------- | ------------------------------- | ------- | ------ |
| 1     | Karin Enke                 | Deutsche Demokratische Republik | 1:23,45 | 41,72  |
| 2     | Natalja Petrusjowa         | Sowjetunion                     | 1:24,27 | 42,13  |
| 3     | Andrea Schöne-Mitscherlich | Deutsche Demokratische Republik | 1:24,43 | 42,21  |
| 4     | Natalja Kurowa             | Sowjetunion                     | 1:24,98 | 42,49  |
| 5     | Skadi Walter               | Deutsche Demokratische Republik | 1:25,53 | 42,76  |
| 6     | Natalja Glebowa            | Sowjetunion                     | 1:25,57 | 42,78  |
| 7     | Christa Rothenburger       | Deutsche Demokratische Republik | 1:25,66 | 42,83  |
| 8     | Monika Holzner-Pflug       | BR Deutschland                  | 1:25,89 | 42,94  |
| 9     | Sigrid Smuda               | BR Deutschland                  | 1:26,21 | 43,10  |
| 10    | Thea Limbach               | Niederlande                     | 1:26,30 | 43,15  |
|       |                            |                                 |         |        |
| 12    | Silvia Brunner             | Schweiz                         | 1:26,79 | 43,39  |
| 21    | Manuela Haßmann            | BR Deutschland                  | 1:28,29 | 44,14  |

#### 2. Lauf 500 Meter
| Platz | Name                            | Land                            | Zeit  | Punkte |
| ----- | ------------------------------- | ------------------------------- | ----- | ------ |
| 1     | Natalja Petrusjowa              | Sowjetunion                     | 41,68 | 41,68  |
| 2     | Karin Enke Christa Rothenburger | Deutsche Demokratische Republik | 41,95 | 41,95  |
| 4     | Skadi Walter                    | Deutsche Demokratische Republik | 42,24 | 42,24  |
| 5     | Natalja Glebowa                 | Sowjetunion                     | 42,29 | 42,29  |
| 6     | Alie Boorsma                    | Niederlande                     | 42,60 | 42,60  |
| 7     | Monika Holzner-Pflug            | BR Deutschland                  | 42,62 | 42,62  |
| 8     | Marzia Peretti                  | Italien                         | 42,73 | 42,73  |
| 9     | Connie Paraskevin               | Vereinigte Staaten              | 42,81 | 42,81  |
| 10    | Cao Guifeng                     | Volksrepublik China             | 43,01 | 43,01  |
|       |                                 |                                 |       |        |
| 16    | Andrea Schöne-Mitscherlich      | Deutsche Demokratische Republik | 43,33 | 43,33  |
| 17    | Silvia Brunner                  | Schweiz                         | 43,48 | 43,48  |
| 22    | Sigrid Smuda                    | BR Deutschland                  | 43,72 | 43,72  |
| 24    | Manuela Haßmann                 | BR Deutschland                  | 43,93 | 43,93  |

#### 2. Lauf 1.000 Meter
| Platz | Name                                | Land                                        | Zeit    | Punkte |
| ----- | ----------------------------------- | ------------------------------------------- | ------- | ------ |
| 1     | Natalja Petrusjowa                  | Sowjetunion                                 | 1:23,80 | 41,90  |
| 2     | Karin Enke                          | Deutsche Demokratische Republik             | 1:24,20 | 42,10  |
| 3     | Natalja Glebowa                     | Sowjetunion                                 | 1:25,00 | 42,50  |
| 4     | Andrea Schöne-Mitscherlich          | Deutsche Demokratische Republik             | 1:25,20 | 42,60  |
| 5     | Christa Rothenburger Natalja Kurowa | Deutsche Demokratische Republik Sowjetunion | 1:25,50 | 42,75  |
| 7     | Alie Boorsma                        | Niederlande                                 | 1:26,50 | 43,25  |
| 8     | Monika Holzner-Pflug Brenda Webster | BR Deutschland Kanada                       | 1:27,00 | 43,50  |
| 8     | Sigrid Smuda                        | BR Deutschland                              | 1:27,00 | 43,50  |
|       |                                     |                                             |         |        |
| 12    | Silvia Brunner                      | Schweiz                                     | 1:27,20 | 43,60  |
| 18    | Skadi Walter                        | Deutsche Demokratische Republik             | 1:28,00 | 44,00  |
| 29    | Manuela Haßmann                     | BR Deutschland                              | 1:30,30 | 45,15  |

### Männer

#### Endstand
- Zeigt die zwölf erfolgreichsten Sportler der Sprint-WM

| Rang | Name                 | 1. Lauf 500 Meter | Pkt.  | 1. Lauf 1.000 Meter | Pkt.  | 2. Lauf 500 Meter | Pkt.  | 2. Lauf 1.000 Meter | Pkt.  | Gesamt- pkt. |
| ---- | -------------------- | ----------------- | ----- | ------------------- | ----- | ----------------- | ----- | ------------------- | ----- | ------------ |
| 1    | Akira Kuroiwa        | 38,44 (2)         | 38,44 | 1:17,50 (5)         | 38,75 | 37,90 (1)         | 37,90 | 1:16,90 (3)         | 38,45 | 153,540      |
| 2    | Pawel Pegow          | 38,69 (5)         | 38,69 | 1:17,10 (2)         | 38,55 | 38,20 (4)         | 38,20 | 1:17,70 (7)         | 38,85 | 154,290      |
| 3    | Hilbert van der Duim | 39,07 (11)        | 39,07 | 1:17,20 (3)         | 38,60 | 38,80 (9)         | 38,80 | 1:16,70 (2)         | 38,35 | 154,820      |
| 4    | Nick Thometz         | 38,88 (7)         | 38,88 | 1:17,30 (4)         | 38,65 | 38,70 (5)         | 38,70 | 1:17,20 (4)         | 38,60 | 154,830      |
| 5    | Wladimir Koslow      | 38,13 (1)         | 38,13 | 1:18,50 (15)        | 39,25 | 38,10 (3)         | 38,10 | 1:19,10 (20)        | 39,55 | 155,030      |
| 6    | Erik Henriksen       | 38,74 (6)         | 38,74 | 1:17,60 (6)         | 38,80 | 38,8 (9)          | 38,80 | 1:18,60 (15)        | 39,30 | 155,640      |
| 7    | Kai Arne Engelstad   | 39,67 (22)        | 39,67 | 1:17,90 (9)         | 38,95 | 38,70 (5)         | 38,70 | 1:17,50 (6)         | 38,75 | 156,070      |
| 8    | Andreas Dietel       | 39,26 (14)        | 39,26 | 1:17,60 (6)         | 38,80 | 39,00 (4)         | 39,00 | 1:18,10 (9)         | 39,05 | 156,110      |
| 9    | Jouko Vesterlund     | 39,44 (17)        | 39,44 | 1:18,40 (13)        | 39,20 | 38,70 (5)         | 38,70 | 1:18,20 (11)        | 39,10 | 156,440      |
| 10   | Hein Vergeer         | 39,43 (15)        | 39,43 | 1:17,90 (9)         | 38,95 | 38,80 (9)         | 38,80 | 1:18,60 (15)        | 39,30 | 156,480      |
| 11   | Kimihiro Hamaya      | 39,08 (12)        | 39,08 | 1:18,40 (13)        | 39,20 | 38,80 (9)         | 38,80 | 1:19,00 (18)        | 39,50 | 156,580      |
| 12   | Dan Jansen           | 38,91 (8)         | 38,91 | 1:19,00 (17)        | 39,50 | 39,00 (14)        | 39,00 | 1:18,50 (13)        | 39,25 | 156,660      |

#### 1. Lauf 500 Meter
| Platz | Name              | Land                            | Zeit  | Punkte |
| ----- | ----------------- | ------------------------------- | ----- | ------ |
| 1     | Wladimir Koslow   | Sowjetunion                     | 38,13 | 38,13  |
| 2     | Akira Kuroiwa     | Japan                           | 38,44 | 38,44  |
| 3     | Alexander Danilin | Sowjetunion                     | 38,54 | 38,54  |
| 4     | Sergei Chlebnikow | Sowjetunion                     | 38,64 | 38,64  |
| 5     | Pawel Pegow       | Sowjetunion                     | 38,69 | 38,69  |
| 6     | Erik Henriksen    | Vereinigte Staaten              | 38,74 | 38,74  |
| 7     | Nick Thometz      | Vereinigte Staaten              | 38,88 | 38,88  |
| 8     | Dan Jansen        | Vereinigte Staaten              | 38,91 | 38,91  |
| 9     | Jacques Thibault  | Kanada                          | 38,94 | 38,94  |
| 10    | Ichio Maruyama    | Japan                           | 39,03 | 39,03  |
|       |                   |                                 |       |        |
| 14    | Andreas Dietel    | Deutsche Demokratische Republik | 39,26 | 39,26  |
| 15    | Stefan Panzer     | BR Deutschland                  | 39,43 | 39,43  |
| 19    | Roland Vetter     | Deutsche Demokratische Republik | 39,56 | 39,56  |

#### 1. Lauf 1.000 Meter
| Platz | Name                            | Land                                               | Zeit    | Punkte |
| ----- | ------------------------------- | -------------------------------------------------- | ------- | ------ |
| 1     | Sergei Chlebnikow               | Sowjetunion                                        | 1:16,50 | 38,25  |
| 2     | Pawel Pegow                     | Sowjetunion                                        | 1:17,10 | 38,55  |
| 3     | Hilbert van der Duim            | Niederlande                                        | 1:17,20 | 38,6   |
| 4     | Nick Thometz                    | Vereinigte Staaten                                 | 1:17,30 | 38,65  |
| 5     | Akira Kuroiwa                   | Japan                                              | 1:17,50 | 38,75  |
| 6     | Erik Henriksen Andreas Dietel   | Vereinigte Staaten Deutsche Demokratische Republik | 1:17,60 | 38,80  |
| 8     | Frode Rønning                   | Norwegen                                           | 1:17,70 | 38,85  |
| 9     | Hein Vergeer Kai Arne Engelstad | Niederlande Norwegen                               | 1:17,90 | 38,95  |
|       |                                 |                                                    |         |        |
| 20    | Stefan Panzer                   | BR Deutschland                                     | 1:19,10 | 39,55  |
| 22    | Roland Vetter                   | Deutsche Demokratische Republik                    | 1:19,70 | 39,85  |

#### 2. Lauf 500 Meter
| Platz | Name                                                            | Land                                       | Zeit  | Punkte |
| ----- | --------------------------------------------------------------- | ------------------------------------------ | ----- | ------ |
| 1     | Akira Kuroiwa Alexander Danilin                                 | Japan Sowjetunion                          | 37,90 | 37,90  |
| 3     | Wladimir Koslow                                                 | Sowjetunion                                | 38,10 | 38,10  |
| 4     | Pawel Pegow                                                     | Sowjetunion                                | 38,20 | 38,20  |
| 5     | Nick Thometz Kai Arne Engelstad Jouko Vesterlund Ichio Maruyama | Vereinigte Staaten Norwegen Finnland Japan | 38,70 | 38,70  |
| 9     | Hilbert van der Duim Erik Henriksen                             | Niederlande Vereinigte Staaten             | 38,80 | 38,80  |
|       |                                                                 |                                            |       |        |
| 14    | Andreas Dietel                                                  | Deutsche Demokratische Republik            | 39,00 | 39,00  |
| 23    | Roland Vetter                                                   | Deutsche Demokratische Republik            | 39,40 | 39,40  |
| 25    | Stefan Panzer                                                   | BR Deutschland                             | 39,70 | 39,70  |

#### 2. Lauf 1.000 Meter
| Platz | Name                             | Land                                        | Zeit    | Punkte |
| ----- | -------------------------------- | ------------------------------------------- | ------- | ------ |
| 1     | Sergei Chlebnikow                | Sowjetunion                                 | 1:16,20 | 38,10  |
| 2     | Hilbert van der Duim             | Niederlande                                 | 1:16,70 | 38,35  |
| 3     | Akira Kuroiwa                    | Japan                                       | 1:16,90 | 38,45  |
| 4     | Nick Thometz Gaétan Boucher      | Vereinigte Staaten Kanada                   | 1:17,20 | 38,60  |
| 6     | Kai Arne Engelstad               | Norwegen                                    | 1:17,50 | 38,75  |
| 7     | Pawel Pegow                      | Sowjetunion                                 | 1:17,70 | 38,85  |
| 8     | Frode Rønning                    | Norwegen                                    | 1:17,90 | 38,95  |
| 9     | Alexander Danilin Andreas Dietel | Sowjetunion Deutsche Demokratische Republik | 1:18,10 | 39,05  |
|       |                                  |                                             |         |        |
| 20    | Roland Vetter                    | Deutsche Demokratische Republik             | 1:19,10 | 39,55  |
| 23    | Stefan Panzer                    | BR Deutschland                              | 1:19,60 | 39,80  |